# 天主教林迪教區
天主教林迪教區 （拉丁語：Dioecesis Lindiensis）是坦桑尼亞一個羅馬天主教教區，屬松蓋阿總教區。
1963年8月5日設立納欽圭阿教區，1986年10月17日因區劃變更而易名至今。
2004年有教友128,438人（佔轄區總人口16.2%）、廿六個堂區、五十一名司鐸。現任教區主教為布魯諾‧碧岳‧恩貢亞尼。